# Cuzticita
La cuzticita és un mineral de la classe dels sulfats. Rep el nom a partir del llenguatge náhuatl per "alguna cosa groga" referint-se al color groc-marró del mineral.

## Característiques
La cuzticita és un tel·lurat de fórmula química Fe3+
2(TeO₆)·3H₂O. Cristal·litza en el sistema hexagonal. La seva duresa a l'escala de Mohs és 3.

## Formació i jaciments
Va ser descoberta a la mina Moctezuma, una mina situada a la localitat de Moctezuma, al municipi homònim de l'estat de Sonora, a Mèxic. Posteriorment també ha estat descrita al dipòsit d'or de Prasolovskoe, situat a l'illa Kunashir, una de les illes Kurils, a Rússia. Són els dos únics indrets a tot el planeta on ha estat descrita aquesta espècie mineral.